# Stonogobiops
Genre
Stonogobiops est un genre de poissons de la famille des Gobiidae.

## Liste des espèces
Selon World Register of Marine Species (17 déc. 2015)
- Stonogobiops dracula Polunin & Lubbock, 1977
- Stonogobiops larsonae Allen, 1999
- Stonogobiops medon Hoese & Randall, 1982
- Stonogobiops nematodes Hoese & Randall, 1982
- Stonogobiops pentafasciata Iwata & Hirata, 1994
- Stonogobiops xanthorhinica Hoese & Randall, 1982
- Stonogobiops yasha Yoshino & Shimada, 2001